# Иов (Зрянин)
Епи́скоп И́ов (в миру Ива́н Андре́евич Зря́нин; ум. 30 января 1872) — епископ Белокриницкой иерархии, епископ Кавказский и Донской.

## Биография
Происходил из казаков-старообрядцев (поповцев).
В 1849 году казаки станицы Кавказской Исидор Терешин, Дементий Шишкин и Иван Зрянин поселились на жительство в «скитах-обвалах» в трёх верстах от станицы Кавказская, где прежде жили отшельники-старообрядцы. Помимо трудов духовных, занимались разведением садов, виноградников, завели пасеку. К ним стали прибывать и селиться старообрядцы с Дона, Терека и других мест.
5 октября 1855 года по инициативе старообрядческого митрополита Московского Антония (Шутова) Иван Зрянин, по пострижении в монашество с именем Иов, был поставлен в епископа Донского, Кавказского и Екатеринославского, став одним из первых белокриницких епископов российского поставления. При поддержке станичников епископ Иов построил молитвенный дом во имя святителя Николая Чудотворца. Старообрядческая монашеская община стала разрастаться и за ней закрепляется название «Никольский скит в Обвалах».
Скончался 30 января 1872 году. Был погребён на кладбище Никольского старообрядческого мужского монастыря близ станицы Кавказской Кубанской области. Местное население почитало его в качестве святого. По приказанию синодального миссионера Исидора (Колоколова) в 1894 года гробы с останками епископа Иова и священника Григория были выкопаны и разбиты.